# Marie-José Nijsten
Marie-José Nijsten (geboren als Marie José Gerarda Nijsten) (Bunde, 21 maart 1939) is een Nederlands actrice.
In 1959 voltooide ze de acteursopleiding aan de Toneelacademie van Maastricht. Ze is in Amsterdam lid van de Kring, een vereniging van kunstenaars gevestigd aan het Kleine Gartmanplantsoen.
Ze speelde onder andere als Prinses Milo in 2 afleveringen van KRO's televisieserie voor de jeugd Flip de Tovenaarsleerling mee:
- Het land van Noga-Noga (1963) (Deze aflevering is ook uitgekomen op een verzamel-DVD met kinderseries: "Jeugdsentiment: de jaren 60" (EAN 8711983482500))
- Afscheid in Mallonië (1964)